# 1305 Pongola
1305 Pongola eller 1928 OB är en asteroid i huvudbältet, som upptäcktes 19 juli 1928 av den engelske astronomen Harry E. Wood i Johannesburg. Den har fått sitt namn efter Pongola, en flod i nordöstra Sydafrika.
Asteroiden har en diameter på ungefär 24 kilometer.